# Qu'attends-tu de moi
Singles de Mireille Mathieu
Ciao Bambino, Sorry
(1976) Une fille cousue de fil blanc
(1977)
Pistes de Et tu seras poète
La vie en rose
Qu'attends-tu de moi est une chanson de la chanteuse française Mireille Mathieu sortie en 1976 sous le label Philips.